# Olga-Polka

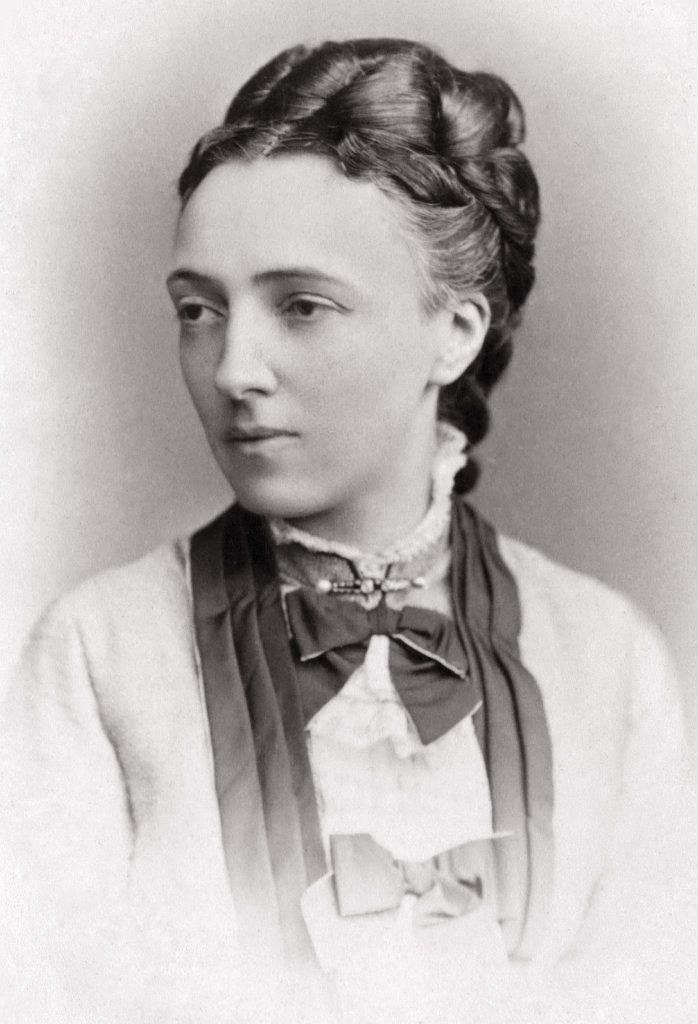
Cecilia av Baden (Olga Feodorovna).

Olga-Polka, op. 196, är en polka av Johann Strauss den yngre. Den framfördes första gången sommaren 1857 i Pavlovsk i Ryssland.

## Historia
Den 28 augusti 1857 firades bröllopet mellan storfurste Mikael Nikolajevitj, yngre bror till tsar Nikolaj I av Ryssland, och prinsessan Cecilia av Baden i Sankt Petersburg. Johann Strauss befann sig i Ryssland på sin andra konsertturné och utnyttjade händelsen till att komponera en Caecilien-Polka för att hedra den kungliga bruden. I ett brev till förläggaren Carl Haslinger i Wien framgår det att Strauss att den nya polkan hade förberetts i god tid innan bröllopet (orkesterpartituret är daterat 9 augusti) och förlovningen som ägde rum den 16 augusti. En tid efter att verket hade framförts i Pavlovsk skickade Strauss en kopia till brodern Josef i Wien så att denne skulle kunna framföra polkan för publiken vid en välgörenhetskonsert i Volksgarten den 18 oktober 1857 (vid samma tillfälle spelades även valsen Telegrafische Depeschen). 
Då traditionen bjöd att ingifta prinsessor antog ett ryskt namn ändrades Cecilias namn till "Olga Feodorovna", varpå Strauss Caecilien-Polka likaså undergick en förändring. Den 8 december 1857 annonserade Haslinger publiceringen av Olga-Polka. Det var under den titeln som Johann Strauss dirigerade verket vid en konsert i Volksgarten den 1 november 1857, kort tid efter sin hemkomst från Ryssland.

## Om polkan
Speltiden är ca 3 minuter och 42 sekunder plus minus några sekunder beroende på dirigentens musikaliska tolkning.